# Pelodiscus variegatus
La tortuga de caparazón blando moteada (Pelodiscus variegatus) es una especie de tortuga del género Pelodiscus, perteneciente a la familia Trionychidae. Fue descrita científicamente por Farkas, Ziegler, Pham, Ong & Fritz en 2019.

## Distribución
Se encuentra en Vietnam (Hải Dương).